# GRACILE-Syndrom
Das GRACILE-Syndrom ist eine sehr seltene angeborene Erkrankung mit den im Akronym aufgeführten Hauptmerkmalen: GRowth restriction (pränatale Wachstumsstörung), Aminoazidurie, Cholestase, Iron overload (Eisenüberladung), Laktatazidose und Early death (frühes Versterben).
Synonyme sind:  Wachstumsverzögerung - Aminoazidurie - Cholestase - Eisenüberladung - Laktatazidose - frühzeitiger Tod; Fellman-Syndrom; englisch Finnisch Lethal Neonatal Metabolic Syndrome (FLNMS); Lactic Acidosis, Finnish, with Hepatic Hemosiderosis

## Verbreitung
Die Häufigkeit wird mit unter 1 zu 1.000.000 angegeben, die Vererbung erfolgt autosomal-rezessiv.
Das Syndrom tritt homozygot in Finnland gehäuft mit einer Prävalenz von 1 zu 50.000 auf.

## Ursache
Der Erkrankung liegen Mutationen im BCS1L-Gen im Chromosom 2 Genort q35 zugrunde, welches für ein Protein kodiert, das beim Aufbau des Komplexes III der mitochondrialen Atmungskette wesentlich ist.

## Klinische Erscheinungen
Klinische Kriterien sind:
- Wachstumsstörung bereits früh in der Schwangerschaft
- das Neugeborene ist zu klein
- Laktatazidose während des ersten Lebenstages
- eventuell Hörstörungen

## Diagnose
Eine deutliche Aminoazidurie, erhöhte Ferritin-Werte im Blutplasma, verringerte Transferrin-Konzentrationen und eine Eisen-Akkumulation in der Leber führen zur Verdachtsdiagnose.

## Differentialdiagnose
Abzugrenzen sind andere mitochondriale Hepatopathien wie der Morbus Pearson sowie mitochondriale Fettsäureoxidations-Störungen und Defekte im Zitronensäurezyklus.

## Geschichte
Die Erstbeschreibung erfolgte im Jahre 1998 durch den finnischen Pädiater Vineta Fellman und Mitarbeiter.
Im Jahre 2002 wurde von der gleichen Arbeitsgruppe das Akronym vorgeschlagen.